# Gaston Larrieu
Pour les articles homonymes, voir Larrieu.
Gaston Larrieu, né le 9 décembre 1908 à Eugénie-les-Bains (Landes) et mort le 5 décembre 1983 à Saint-Paul-lès-Dax (Landes), est un peintre qui a consacré l’essentiel de son œuvre aux paysages des Landes, de la Bretagne, de l’Espagne. 

## Biographie
À sa sortie du Petit Séminaire, Gaston Larrieu travaille avec ses parents, hôteliers à Eugénie-les-Bains. Ceux-ci le destine à « A la toque », l'entreprise familiale. En 1938 et 1939, il fréquente l’atelier de René-Marie Castaing (Grand prix de Rome 1924), à Pau. Puis il poursuit seul ses recherches à Eugénie-les-Bains, se livrant surtout à l’étude du dessin. Il commence réellement à peindre à partir de 1950. L’influence néo-cubiste de son ami André Lhote se fait sentir dans ses premiers tableaux mais il s’en soustraira dès 1953. En 1951, Max Vignon, critique d’art, de passage à Eugénie-les-Bains, remarque ses toiles. Il décide d’organiser pour lui une exposition à Paris. L’exposition remporte un succès immédiat. D’autres expositions suivront dans diverses galeries de la capitale, les galeries Charpentier et Romanet notamment. Gaston Larrieu participe aussi à des manifestations de groupes. 
En 1956, il a exposé au Salon des peintres témoins de leur temps le portrait de son ami Pierre Benoit, académicien, dont il illustrera plus tard le roman L’Oiseau des Ruines. Il est installé à Paris mais il séjourne la plus grande partie de l’année dans les Landes, à Saint-Paul-lès-Dax.
En 1971, Gaston Larrieu présente à Dax une exposition rétrospective.
Le 26 avril 2025, aboutissement des longs efforts de son épouse Michèle Larrieu († 2021), un musée consacré à son œuvre est inauguré dans son village natal, Eugénie-les-Bains, où sont exposés toiles, dessins et lithographies, ainsi que notes et objets personnels. Il est abrité par l'ancienne gare, entièrement rénovée et agrandie à cet effet.

## Œuvres

### Expositions personnelles
- 1951 – 1952 – 1953 : Galerie Carmine (Paris).
- 1954 - 1971 : Galerie Bignou (Paris).
- 1964 : Galerie Charpentier (Paris).
- 1973 – 1976 – 1978 – 1980 : Galerie Colette-Dubois (Paris).
- 1978 : Musée Despiau-Wlérick (Mont-de-Marsan).

### Participations
- 1956 : Salon des Peintres témoins de leur temps (portrait de Pierre Benoit).
- 1957 : Galerie Charpentier (Paris) (sélectionné Prix Greenshields).
- 1957 : Salon de l’Ecole de Paris (Galerie Charpentier, Paris).
- 1966 – 1967 – 1970 : Tokyo.
- 1967 : 1er Prix au Concours international de l’American Society of Travel Agents à Athènes (Chemins de fer français : Côte de l’Atlantique, collection Toiles de maîtres).
- 1971 – 1972 – 1973 – 1974 – 1975 – 1976 – 1977 : Salon de Mantes-la-Jolie (Prix du Conseil municipal 1971).
- 1977 – 1978 : Dhabiat Abdullah al Salem Gallery (Kuwait City).

### Achats officiels
- 1953: Ministère des Beaux-Arts (Paris) (Le Port).
- 1954 : Ville de Paris (Le pain de campagne).
- 1954 : Musée national d’Art moderne de Paris (Le pêcheur landais).
- 1955 : Ville de Paris (Paysage).
- 1957 : Ministère des Beaux-Arts (Paris) (Fruits et Fleurs).
- 1958 : The Toledo Museum of Art (Toledo, Ohio, USA) (Paysage landais).
- 1973: Palais du Luxembourg (Sénat) (Chemin dans les Landes, Paysage landais).
- 1978 : Préfecture des Landes (L’Etang du Rancès).
- 1979 : Conseil général des Landes (La Leyre, Le moulin de Pouillon).
- 1983 : Conseil général des Landes (Les genêts, En Bretagne, Sur l’étang).
- 1984 : Ville de Dax (14 juillet).
- 1991 : Ville de Dax (Le voyage en Espagne – Théophile Gautier).

### Illustrations d'ouvrages
- L’Oiseau des Ruines de Pierre Benoit, de l’Académie française (1957) (illustration en couleurs).
- Par les Champs et les Grèves de Gustave Flaubert (1973) (lithographies en couleurs).
- Amour des Landes ou les Landes et leur peintre de Maurice Genevoix, de l’Académie française (1975), édition de haute bibliophilie (Plaisir du Livre) imprimée par l’Imprimerie nationale (12 lithographies en couleurs tirées chez Fernand Mourlot: Capbreton, bateaux blancs; Chapelle de Suzan; Ferme landaise; Vieille maison sur la Midouze; L'estacade de Capbreton; Vieux moulin de Dax; Côte landaise à Mimizan; Le courant d'Huchet à Léon; Vieille maison landaise près d'Azur; Etang de Rancès à Saint-Paul-lès-Dax; Etang de Seignosse; Les meules en Chalosse).

## Récompenses
Il est Commandeur du Mérite national et Chevalier des arts et des lettres.